# Семенів потік
Семенів потік — гідрологічна пам'ятка природи в Україні. Розташована на східній околиці с. Базар Чортківського району Тернопільської області, на відстані 600 м від церкви та 100 м від млина.
Оголошена об'єктом природно-заповідного фонду рішенням № 74 другої сесії Тернопільської обласної ради шостого скликання від 10 лютого 2016 року.
Площа 0,09 га.
Під охороною та збереженням потічок протяжністю 320 м із джерелами, що мають значну природоохоронну, водорегуляторну, науково-пізнавальну та еколого-освітню цінність.
Перебуває у віданні Базарської сільської ради.